# Advanced Photo System type-C

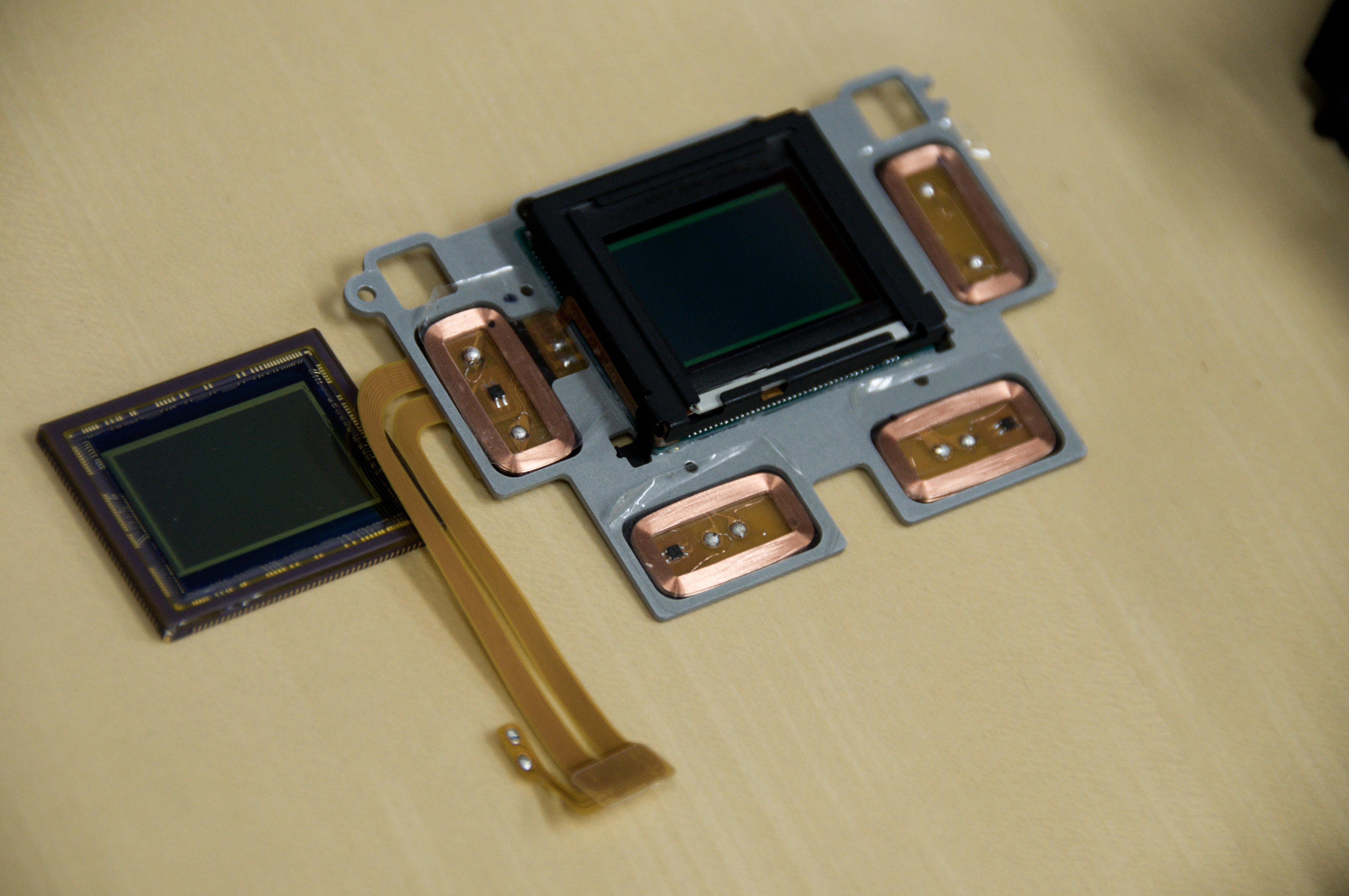
APS-C-beeldsensor van
Pentax K-5, CMOS, 23,7 × 15,7 mm

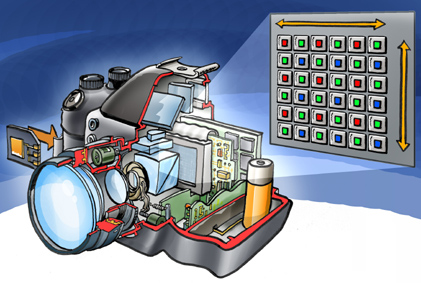
Dwarsdoorsnede van een digitale fotocamera met beeldsensor

Advanced Photo System type-C (APS-C) is een van de drie formaten voor de film op een in fotorolletje opgerolde strook negatieven, om belicht te worden in analoge Advanced Photo System (APS)-camera's: "Classic" met 25,1 × 16,7 mm, afgedrukt 102 × 152 mm. Deze heeft een breedte-hoogteverhouding van 3:2 en is net als "Panorama" een uitsnede van het grootste APS-formaat "High Definition". Dit formaat is bij de productie van digitale camera's teruggekomen in de afmeting van de gebruikte beeldsensor, die vooral toepassing vindt bij digitale spiegelreflexcamera's (DSLR's) en systeemcamera's. Zowel de film in analoge camera's als de beeldsensor in digitale camera's zijn geplaatst achter het objectief. In bepaalde gevallen kunnen objectieven die oorspronkelijk voor analoge camera's zijn ontwikkeld ook voor digitale camera's gebruikt worden.
Het precieze formaat van een APS-C-beeldsensor is in de praktijk bij een aantal merken kleiner dan het "origineel"; hoeveel kleiner is afhankelijk van de producent. De voorkomende afmetingen lopen van 20,7 × 13,8 mm op tot 23,6 × 15,7 mm.
Een ander, groter formaat dat ook zowel voor de films van polyethyleennaftalaat (PEN) in plastic cassettes/patronen als voor beeldsensoren in digitale camera's gebruikt wordt is het kleinbeeldformaat van 36 × 24 mm, ook met full-frame of FF aangeduid.

## Geschiedenis van APS-formaat

### Kleinbeeldformaat

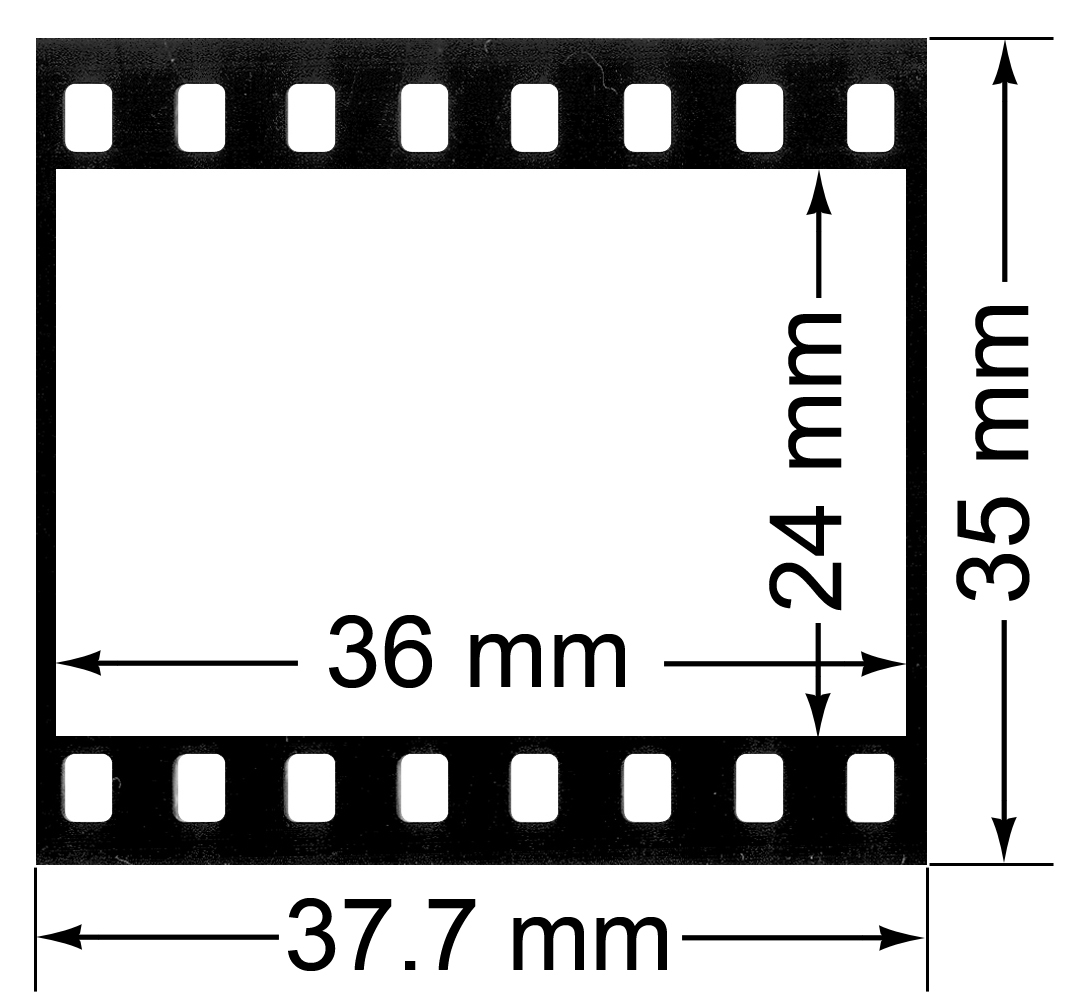

Zowel het formaat van de analoge APS-filmrolletjes als de beeldsensoren met ongeveer dit formaat in digitale camera's worden vaak vergeleken met het grotere formaat van een kleinbeeld. Zo is de term crop-factor geïntroduceerd om het formaat van sensoren te vergelijken met die van kleinbeeld en worden camera's met beeldsensoren kleiner dan kleinbeeld weleens aangeduid met "crop-camera". Bij cropcamera's worden afbeeldingen niet daadwerkelijk gecropt, in de zin van het daadwerkelijk bijsnijden van een afbeelding: technisch gezien is de gebruikte term daarom onjuist.
De 35mm-film gold binnen "analoge" fotografie als standaard was al in 1892 uitgevonden voor de filmwereld, werd in 1913 in de fotografie geïntroduceerd en verkreeg in 1925 meer bekendheid door de productie van de Leica-camera door Oskar Barnack. Dit formaat kreeg als rolfilmnummer 135, overleefde diverse formaten zoals 828 (1936), 126 (1963), 110 (1972) en uiteindelijk het APS-formaat (240-film). Met 56% is APS-formaat een stuk kleiner dan een "full-frame"-35mm-film. Door de relatief hoge kosten van een beeldsensor hield dit verschil ook in dat digitale camera's met kleinere beeldsensoren met APS-C-formaat eerder betaalbaar werden dan de camera's met beeldsensoren met het formaat van een kleinbeeldnegatief. Door de prijsontwikkeling dalen de (productie)kosten van digitale camera's met dit formaat beeldsensor zodanig dat begin 21e eeuw steeds meer camera's van dit type op markt kwamen.

### Analoog APS-formaat

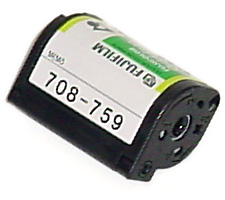
Een klassieke APS-filmrol

Het kleinere APS-formaat werd in 1996 geïntroduceerd door onder andere de maatschappijen Kodak, Agfa, Fujifilm, Nikon, Canon, in een poging om een alternatief te bieden voor het indertijd populaire 35mm-kleinbeeldformaat (full-frame).
De analoge filmrolletjes van polyethyleennaftalaat (PEN) in plastic cassettes met dit formaat werden vooral gekocht door amateur-fotografen, de meeste professionele fotografen bleven trouw aan de vlakfilm- of rolfilmcamera's.

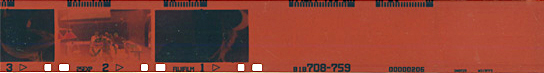
Een IX240-negatiefstrip

Parallel aan de introductie van dit systeem werd door Canon de IXUS-camera en door Olympus de CENTURION geïntroduceerd. Bij een filmrolletje kon voor elke opname gekozen worden tussen drie formaten, waarbij bij APS-C (classic, ofwel de beeldverhouding van kleinbeeldopnamen) de afdruk links en rechts werd bijgesneden (gecropt) en bij APS-P (panorama) de boven- en onderzijde werden bijgesneden.
In januari 2004 stopte Kodak met de productie van camera's die met APS-filmrolletjes werkten; in 2011 stopten Kodak en Fuji als twee laatste producenten met de productie van de filmrolletjes. Dit was deels het gevolg van een snelle ontwikkeling qua prijs-kwaliteitsverhouding van de digitale camera's.

Andere gebruikte benamingen voor de afkorting APS in de publiciteit waren: IX240, Advanced Photo System, Advantix, Nexia, Nuvis, Pronea en Vectis. De term IX is een afkorting van Information Exchange, waarmee de manier om gegevens op film te bewaren aangeduid werd en is ook terug te zien in de benaming "IXUS".

## Productie

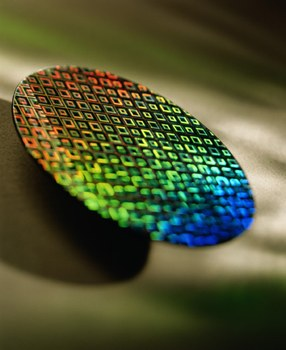
Een ge-etste wafer van silicium

De sensoren worden uit een schijf semiconductors (wafer) gesneden – circa 200 stuks bij APS-C-formaat, 20 stuks bij full-frame-formaat – en zijn doorgaans het duurste onderdeel van een camera. Wafers worden geproduceerd in diameters van 1 tot 11,8 inch (~300 mm) en met een dikte van ongeveer 0,5 mm.

### Halfgeleidertechniek
CMOS (Complementary Metal Oxide Semiconductor - Complementaire Metaaloxide-semiconductor) is een halfgeleidertechniek die in tegenstelling tot de duurdere CCD (Charge-coupled device - ladinggekoppelde component) minder stroom verbruikt en meer mogelijkheden heeft. Deze afkortingen worden vaak in combinatie met de afkorting APS-C vermeld in de productomschrijvingen van digitale camera's.

### Megapixels
Er treedt meer ruis op wanneer de grootte van een pixel op de beeldsensor kleiner wordt dan 3 micrometer (µm); in dat geval komt er steeds minder licht op de afzonderlijke pixel terecht. Dit levert ook problemen op met de lichtgevoeligheid en detail, doordat er minder licht op afzonderlijke pixels terechtkomt. Dit probleem speelt vooral bij camera's met een kleine beeldsensor en een relatief hoog aantal pixels.
| Camera      | Cameratype    | Sensoroppervlakte (mm²) | % van APS-C | Megapixels (MP) | pixelafmeting (µm) |
| ----------- | ------------- | ----------------------- | ----------- | --------------- | ------------------ |
| Nikon D90   | Spiegelreflex | 23,6 × 15,8             | 89          | 12,3            | 5,5                |
| Nikon D80   | Spiegelreflex | 23,6 × 15,8             | 89          | 10,2            | 6,1                |
| Pentax K10D | Spiegelreflex | 23,5 × 15,7             | 88          | 10,2            | 6,0                |
| Pentax K20D | Spiegelreflex | 23,5 × 15,7             | 88          | 14,6            | 5,0                |

## Bijpassende objectieven
Voor camera's met APS-C-formaat, zowel analoog als digitaal, zijn lichtere objectieven met een kleinere beeldcirkel op markt gezet. De zwaardere en in analoge tijdperk veelverkochte objectieven voor camera's met kleinbeeldformaat zijn in sommige gevallen ook te monteren op dergelijke APS-C-camera's. Of een specifiek objectief bruikbaar is voor een camera met APS-C-formaat is afhankelijk van een aantal factoren, waaronder de camera-/merkafhankelijke registerafstand, objectiefbajonet en/of type camera. Objectieven van bridgecamera's zijn niet te verwisselen, die van systeemcamera's wel.
Een spiegelreflexcamera met APS-C-beeldsensor kan in combinatie met een objectief, doorgaans een objectief dat ontworpen is voor APS-C-beeldsensor, aangeschaft worden; dit wordt aangeduid met bodykit. Dergelijke camera's kunnen ook zonder een objectief gekocht worden: body only. Een overweging die bij aanschaf gemaakt kan worden is om te investeren in een duurder objectief, of een oud objectief te "hergebruiken". Verwisselbare objectieven die voor camera's met een APS-C-beeldsensor gemaakt zijn kunnen, uitzondering daargelaten, niet gebruikt worden bij camera's met een grotere beeldsensor: de verwachte economische levensduur ervan is hierdoor korter.

### Digitale objectieven
Hoewel een aantal fabrikanten hun objectieven ook "digitaal" noemt – zoals Zuiko Digital-objectieven van Olympus – is het verschil met "analoge" objectieven vaak niet direct duidelijk aanwijsbaar, afgezien van een hogere kwaliteit bij goede ontwerpen. Met "digitaal" wordt bedoeld dat de objectieven voor digitale camera's zijn gemaakt en/of de wijze waarop deze objectieven geproduceerd zijn: "free-form manufacturing", waarbij (digitale) software een rol speelt.

### Registerafstand

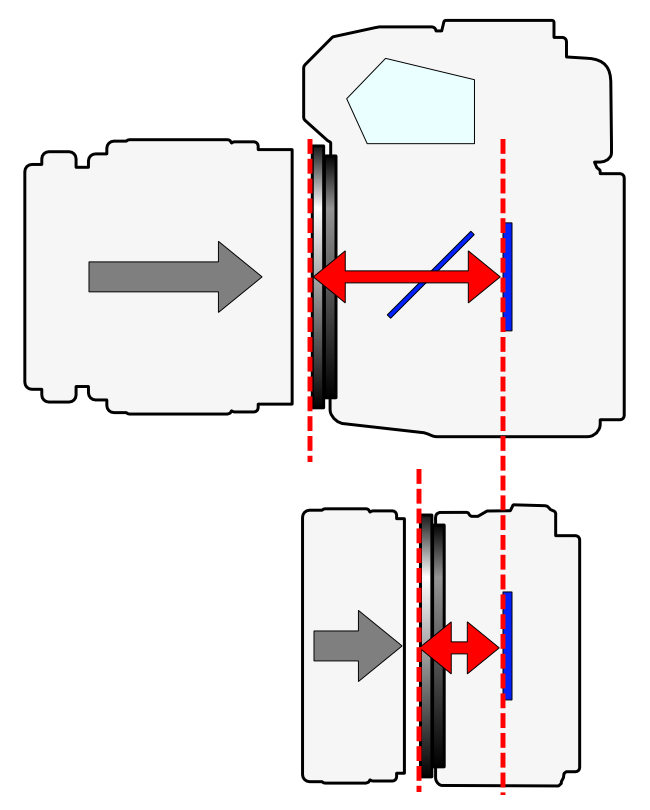
De afbeelding toont het verschil in registerafstand van een spiegelreflexcamera en een compactcamera

Objectieven concentreren het binnenvallende licht op de film in analoge camera's en op de beeldsensor in digitale camera's. Het verschil in de exacte positie ten opzichte van objectieven wordt registerafstand genoemd (in het Engels "Flange Focal Distance" en in het Duits "Auflagemaß"). Een halve millimeter verschil in registerafstand heeft een grote invloed op het resultaat. Afhankelijk van de benodigde afstand kan dit met een adapter opgelost worden, die in feite als een afstandhouder fungeert.

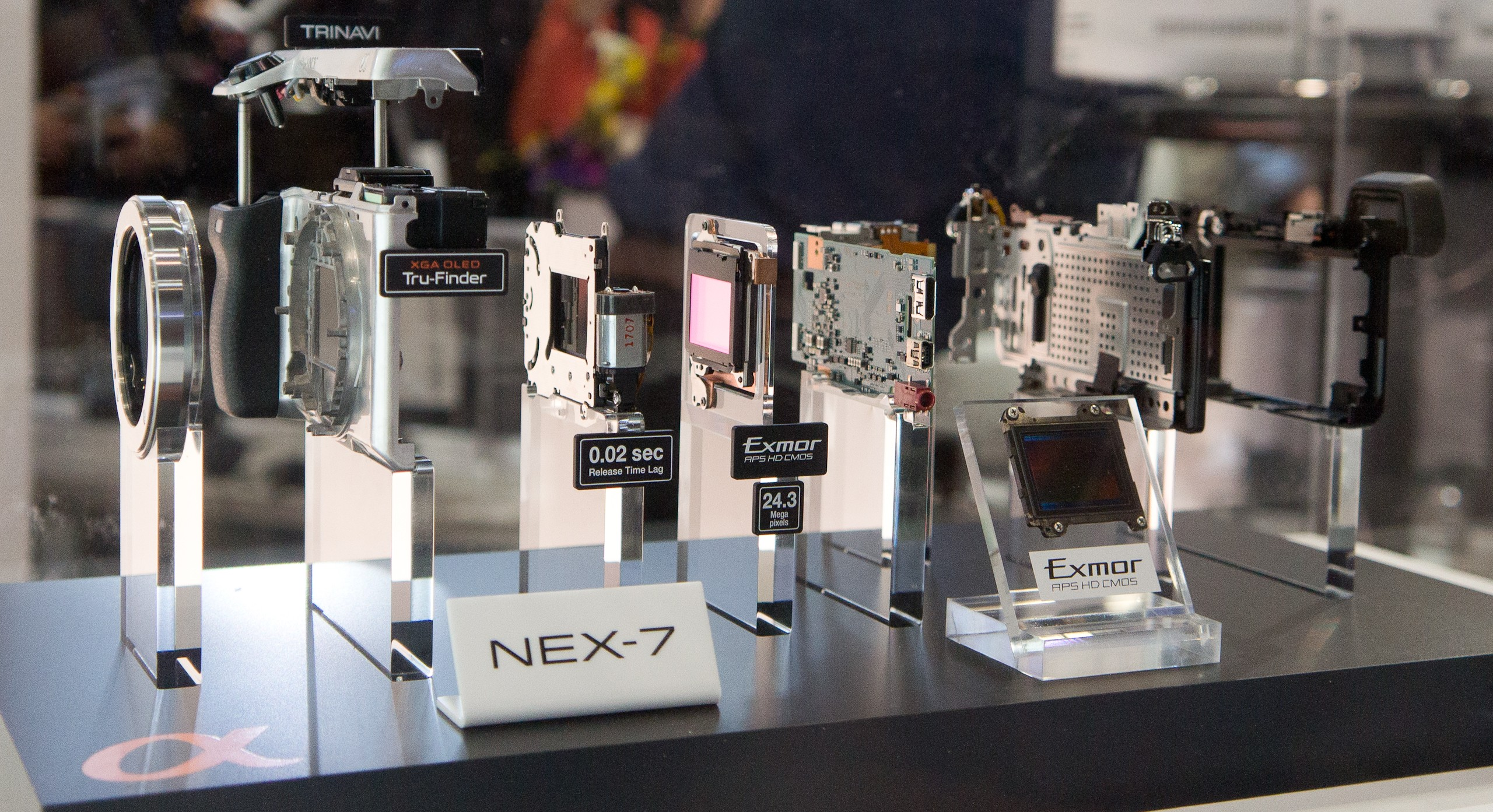
Een Sony NEX-7 die uit elkaar ligt
met APS-C Exmor-beeldsensor zichtbaar

### Beeldhoek
Het formaat van de beeldsensor of film is van invloed op de beeldhoek: camera's die met APS-C-formaat werken hebben ten opzichte van kleinbeeldcamera's een kleiner oppervlakte om een afbeelding te vormen. Zou een objectief voor een dergelijke full-frame-camera op een camera met APS-C-sensor geplaatst worden, dan wordt het beeldcirkel weliswaar groter dan bij een kleinere en lichtere APS-C-objectief maar heeft de extra oppervlakte geen zin. Immers, er wordt niets gedaan met het invallende licht dat naast de sensor terechtkomt. De beeldhoek wordt berekend op basis van de diagonaal van de sensor en de brandpuntsafstand; bij een gelijkblijvende brandpuntsafstand is de beeldhoek daardoor kleiner ten opzichte van het kleinbeeldformaat.
Voorbeeld
Een 28mm-objectief fungeert als een groothoekobjectief indien gemonteerd op een 35mm-full-frame-camera. Echter, hetzelfde objectief op een kleinere APS-C-camera gemonteerd, met een cropfactor van 1,6× ten opzichte van een full-frame-camera, heeft dezelfde beeldhoek als een objectief van 45 mm (28 mm × 1,6) op een 35mm-camera.
Naast Canon, Nikon, Pentax en Sony heeft nog een aantal producenten objectieven ontwikkeld en ontworpen die gericht zijn op hun camera's met een "crop-factor" van meestal 1,5×, met uitzondering van Canon, die 1,6× aanhoudt.

Illustratie van beeldhoek
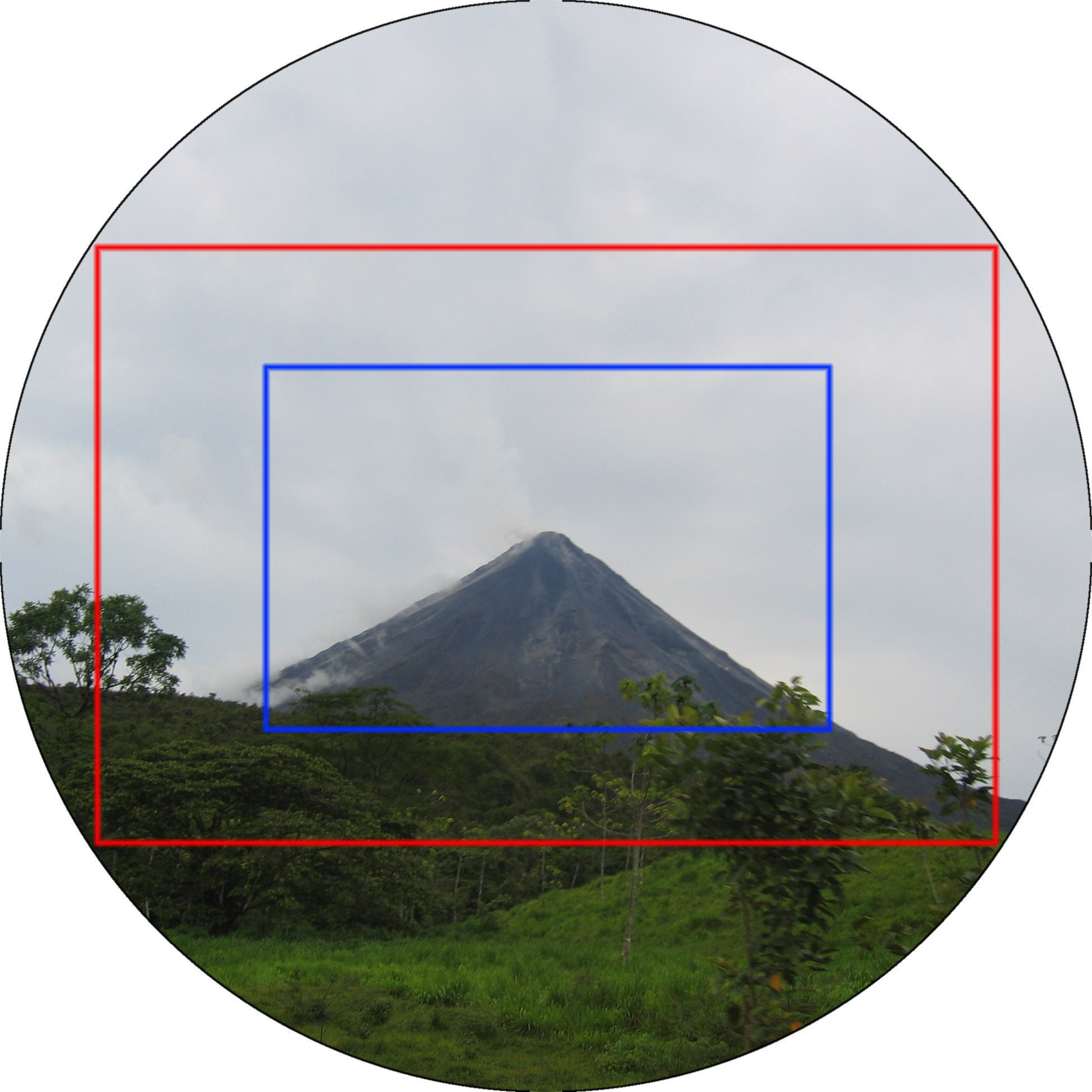
Beeldcirkel rood = 24×36 mm blauw = 15×23 mm

### Objectiefbajonet

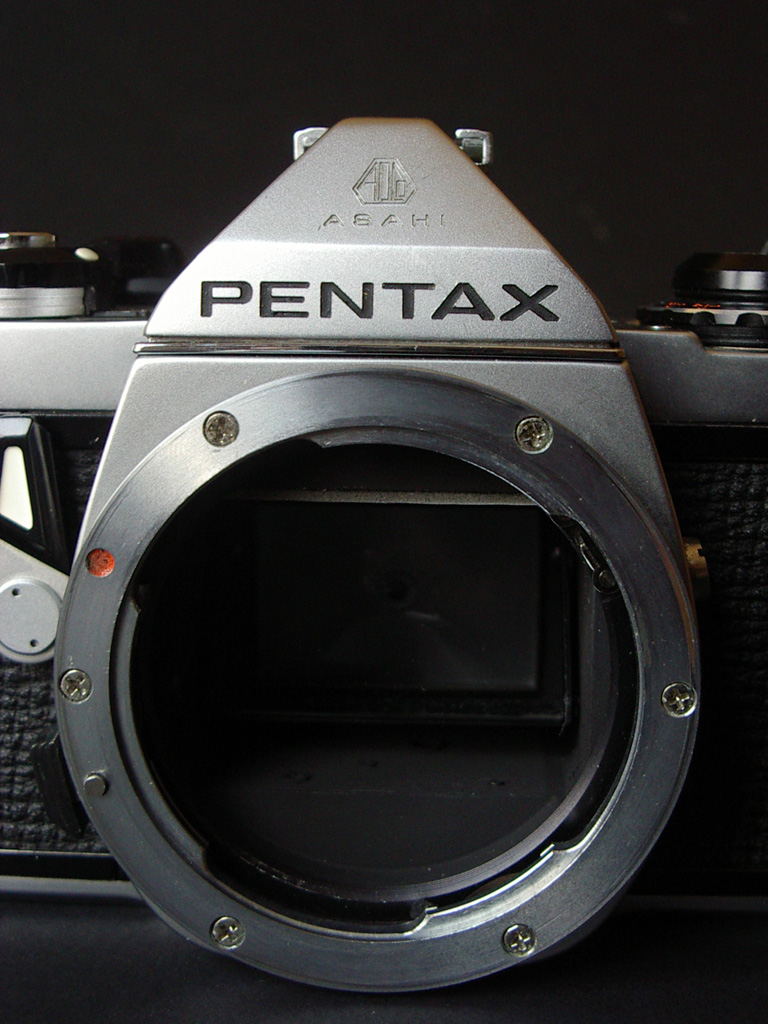
Pentax K-bajonetvatting op ME-camera

Objectieven die voor vroegere niet-digitale camera's gebruikt zijn, kunnen eveneens op digitale camera's met APS-C-beeldsensor gemonteerd worden, mits het merkafhankelijke type objectiefbajonet (ook wel lensvatting genoemd) dit toelaat. Nagenoeg iedere cameraproducent heeft een eigen systeem voor het bevestigen van objectieven met bijbehorende afkortingen. Bij een aantal merken is het mogelijk om objectieven die speciaal ontwikkeld zijn voor grotere full-frame-camera's ook te gebruiken voor camera's met een APS-C-beeldsensor en vice versa. Daarbij kunnen bepaalde effecten optreden, zowel gunstige als ongunstige. In een aantal gevallen kunnen adapters ervoor zorgen dat een objectief van een concurrerende merk alsnog geplaatst kan worden, met als neveneffect dat bepaalde functionaliteit zoals autofocus verloren gaat en er daarom steeds handmatig scherpgesteld moet worden. 

### APS-C-objectieven

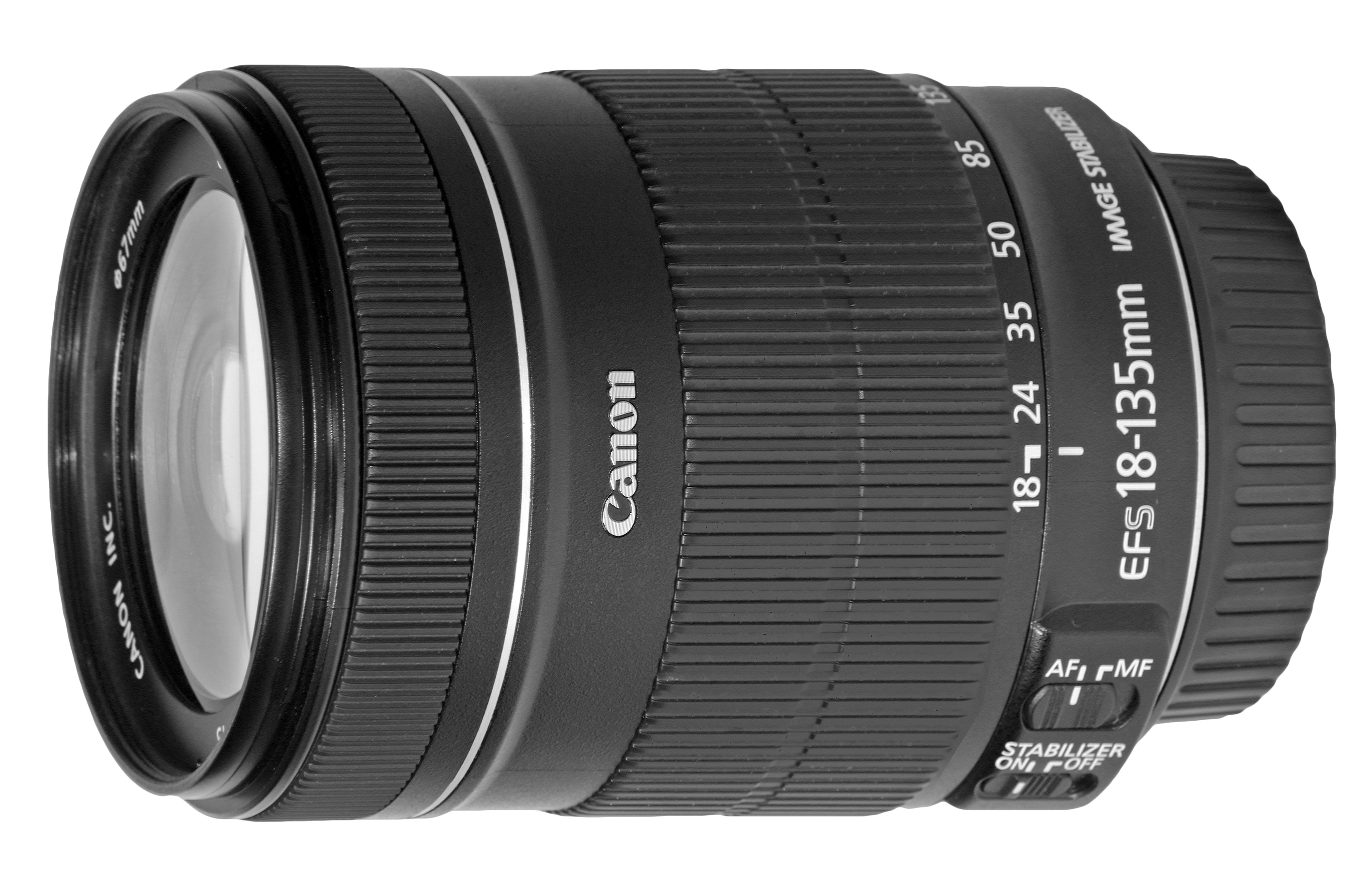
Canon EF-S 18-135mm-objectief

De meeste producenten van digitale camera's en objectieven leveren lichtere objectieven, speciaal voor camera's met APS-C-beeldsensor. Doordat de merken een eigen type objectiefbajonet gebruiken zijn ze onderling niet uitwisselbaar, tenzij er een adapter voorhanden is. Een nadeel van het gebruik van een adapter is het wegvallen van bepaalde functies zoals autofocus. Uitzonderingen hierop vormen Pentax en Samsung met KAF-mount respectievelijk Olympus en Panasonic met Micro Four Thirds-systeem. De "cameraonafhankelijke" producenten van objectieven leveren deze vaak voor meerdere vattingen; een bepaald type objectief is in dat geval leverbaar voor bijvoorbeeld Canon of voor Nikon.
De aanduidingen bij objectieven per merk:
- Canon: EF-S, EF-M
- Konica Minolta: DT
- Nikon: DX
- Pentax (van Ricoh): DA
- Fujifilm Fujinon X-serie X-Mount
- Samsung: NX
- Sigma: DC
- Sony: DT, E
- Tamron: Di II
- Tokina: DX

Een aantal objectieven – geoptimaliseerd voor camera's met APS-C-beeldsensor – wordt door andere marktpartijen geproduceerd dan de cameraproducenten, zoals Tamron, Tokina en Sigma.
Canon introduceerde de objectieven uit de EF-S-serie in 2003 samen met de 300D. Deze objectieven plaatsen de achterzijde van de lens dichter bij de beeldsensor van de camera (hiernaar wordt verwezen met "short back focus"). Dit heeft een aantal bijkomstigheden, waaronder de mogelijkheid om lichtere lenzen toe te passen en een kleinere beeldhoek te realiseren. EF-S objectieven zijn compatibel met Canons APS-C digitale SLR's, met de uitzondering van de vroegere Canon EOS D30, Canon EOS D60 en Canon EOS 10D, die geproduceerd zijn vóór de introductie van het vatting-systeem EF-S. EF-S-objectieven passen fysiek niet op Canons full-frame digitale SLR's.
Nikon heeft een eigen DX-formaat voor hun productielijn van APS-C digitale camera's. Deze passen op alle digitale full-frame-camera's van Nikon, waarbij een paar megapixels minder gehaald wordt. Deze objectieven vertonen in het algemeen vignettering indien gemonteerd op Nikon filmcamera's, maar kunnen bruikbaar zijn bij grotere brandpuntsafstanden.
Pentax produceert de DA-lijn voor hun APS-C-camera's. Deze objectieven zijn verkrijgbaar in brandpuntsafstanden die dezelfde beeldhoek hebben als oudere objectieven voor 135-film. Alle DA-objectieven kunnen gemonteerd worden op Pentax-filmcamera's, zij het met een grotere mate van vignetting. Alle vaste brandpuntsafstanden in de verstevigde DA*-series kunnen het 35 film-formaat aan.

Sony heeft een DT-lijn met objectieven die specifiek ontworpen zijn voor de APS-C-camera's van Sony. Deze objectieven kunnen op iedere camera die met Sony Alpha-systeem werkt geplaatst worden maar zijn speciaal gemaakt voor de DSLR-A100 tot en met DSLR-A700 serie van APS-C-formaat-DSLR's, de vroegere Minolta Alpha-camerasysteem 5D en 7D en de huidige Sony Single-Lens Translucen camera. DT-objectieven kunnen op full-frame-camera's geplaatst worden, zoals de DSLR-A850, DSLR-A900, SLT-A99 of A7/A7R in "crop" modus, waar de frame bijgesneden wordt en de resolutie grofweg gehalveerd wordt.

### Full-frame-objectieven

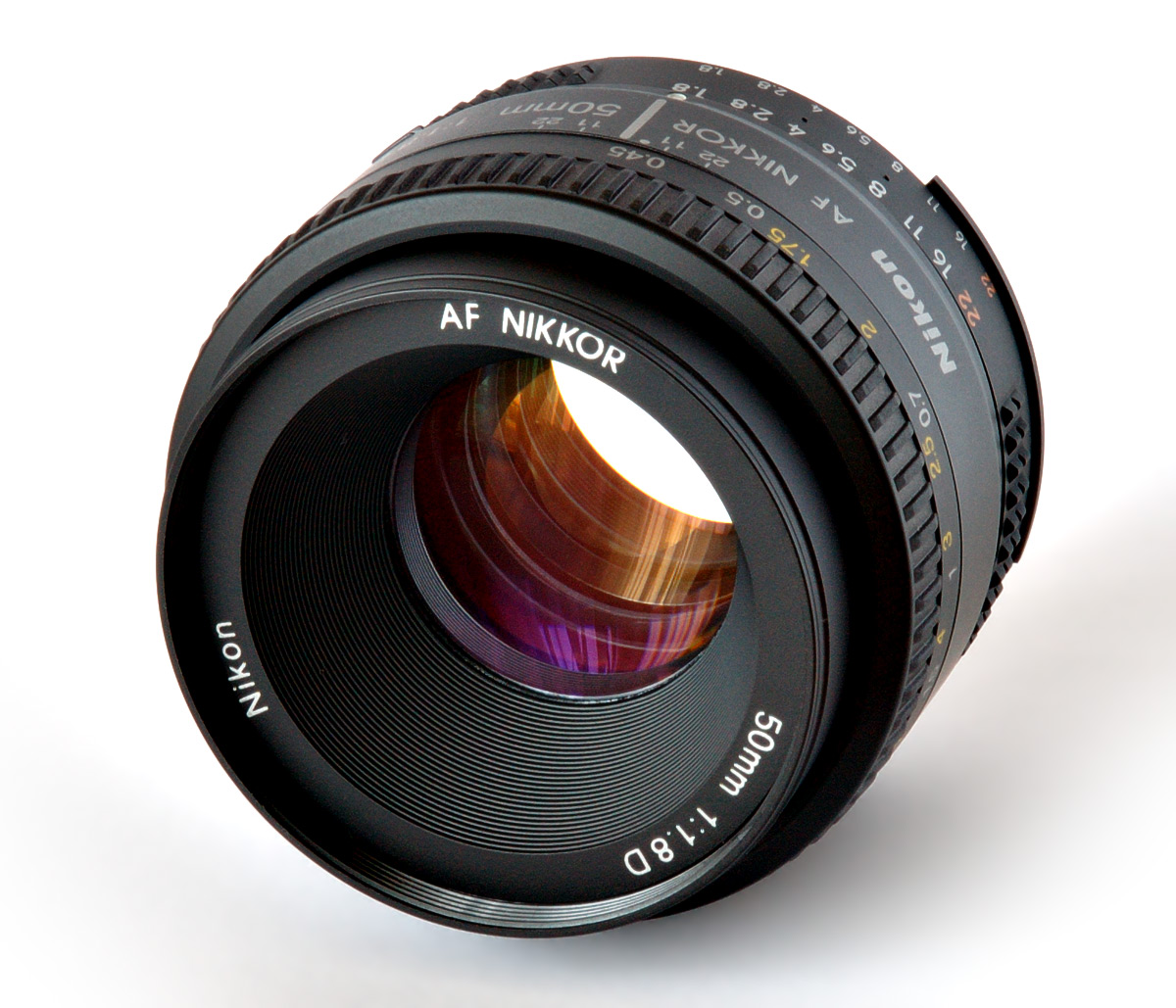
Nikkor 50mm-objectief (full frame)

Het toepassen van objectieven op APS-C-camera's die eigenlijk voor camera's met kleinbeeldformaat (full-frame) zijn gemaakt brengt een aantal voordelen en nadelen met zich mee. Zo zijn dergelijke objectieven duurder, zwaarder en valt een groter deel van het licht niet op de sensor. Mogelijke lensfouten worden daarentegen minder snel zichtbaar op een camera met APS-C-formaat-beeldsensor of APS-film en de objectieven zijn opnieuw te gebruiken wanneer een full-frame-camera aangeschaft wordt.

### APS-C versus kleinbeeldformaat
Ten opzichte van het kleinbeeld (full frame) is de beeldhoek van APS-C kleiner, de verhouding wordt met crop factor aangeduid. Vrij vertaald gaat het om "mate van bijsnijding" ten opzichte van het kleinbeeld als referentie-formaat.
Het gewicht, de afmetingen en de kosten van een digitale full frame-camera is groter dan bij APS-C-camera's.

Voor camera's met APS-C-beeldsensor of voor APS-film kunnen naast "bijbehorende" APS-C-objectieven ook andere objectieven toegepast worden; in meeste gevallen met een adapter. De mogelijkheid om de kleinbeeldobjectieven uit zowel de analoge als digitale tijdperk te gebruiken, naast objectieven voor APS-C-formaat, houdt in dat er kwantitatief meer objectieven te koop voor APS-C-camera's zijn dan bij full-frame. Daarnaast zijn de objectieven die speciaal voor APS-C-camera's gemaakt zijn kleiner, lichter en goedkoper. Bladen die gericht zijn op fotograaf adviseren soms om op de relatief snelle technologische ontwikkelingen te anticiperen door alvast objectieven voor full-frame-camera's te kopen voor gebruik op goedkopere APS-C-camera's.

## Vergrotingsfactor

Afmetingen van beeldsensoren in verhouding tot 35 mm een "full-frame"

Om te bepalen met welke brandpuntsafstand/objectief exact dezelfde gebied gefotografeerd kan worden met een andere camera wordt de "vergrotingsfactor voor brandpuntafstand" (Focal Length Multiplier) gebruikt. Voor een full-frame-camera kan de brandpuntsafstand van het objectief op de APS-C-camera vermenigvuldigd worden met de crop-factor van APS-C-beeldsensor ten opzichte van kleinbeeldformaatsensor. Een objectief met een brandpuntsafstand van 50 mm bij een APS-C-formaat met een crop-factor van 1,6× zou dan hetzelfde gebied fotograferen als een objectief 50 × 1,6 = 80 mm bij een full-frame-camera. Zo kan bijvoorbeeld een vergelijking gemaakt worden tussen de beeldkwaliteit en andere aspecten van de sensor en/of het objectief. De werkelijke brandpuntsafstand van betreffende objectief blijft natuurlijk ongewijzigd.
De vergrotingsfactoren bij geproduceerde camera's ten opzichte van kleinbeeldformaat (35 mm) zijn:
- 1,7× — Sigma DP1, Sigma DP2, Sigma SD15, Sigma SD14, Sigma SD10, Sigma SD9, Canon EOS DCS 3†
- 1,62× — Canon EOS 7D, 50D†, 60D, 70D, 600D (T3i/X5), 650D (T4i/X6i)†, 700D (T5i/X7i), 1100D (T3/X50)†, 1200D (T5/X70); Canon EOS M, M2 (alleen in Azië te koop)
- 1,57× — Nikon D3100, Nikon D3200
- 1,54× — Pentax K-5 II, K-5†, K-30†, Pentax K-01, K-50, K-500; Samsung NX
- 1,53× — Pentax K-3, Pentax K10D†, Pentax K200D†, Nikon D3300, Nikon D5300
- 1,52× — Alle DX-formaat-DSLR-camera's van Nikon behalve de D3100, D3200, D3300 en D5300; alle Fuji; Sony (behalve de full-frame α 850,† α 900,† α 99, α 7, α 7R en α 7S); Sigma SD1, Sigma SD1 Merrill, Sigma DP1 Merrill, Sigma DP2 Merrill
- 1,3×‡ — Canon EOS-1D Mark IV†, 1D Mark III†, 1D Mark II† (en Mark II N), EOS-1D†, Kodak DCS 460†, DCS 560†, DCS 660†, DCS 760†, Leica M8, M8.2

Kanttekeningen:
†Niet meer leverbaar
‡ Een vergrotingsfactor van 1,3 voor de brandpuntsafstand is ook bekend als APS-H. De werkelijke vergrotingsfactor is 1,255 voor de 1D Digital, 1,28 voor de Canon EOS-1D Mark III en 1,29 voor de Canon EOS-1D Mark IV. Leica M8 is 1,33